# Mary Martin
Mary Martin (ur. 1 grudnia 1913, zm. 3 listopada 1990) – amerykańska aktorka i piosenkarka.

## Filmografia

### Seriale
- 1954: Producers’ Showcase jako Piotruś Pan
- 1983: Hardcastle i McCormick jako Zora Hardcastle

### Filmy
- 1939: The Great Victor Herbert jako Louise Hall
- 1941: New York Town jako Alexandra Curtis
- 1946: Dzień i noc jako ona sama
- 1957: Annie Get Your Gun jako Annie Oakley
- 1979: Valentine jako Gracie Schwartz

## Wyróżnienia
Posiada dwie gwiazdy na Hollywoodzkiej Alei Gwiazd. Została dwukrotnie uhonorowana nagrodą Emmy.